# زبیگنیف پیه‌ژینکا
زبیگنیف پیه‌ژینکا (لهستانی: Zbigniew Pierzynka؛ زادهٔ ۲۱ اکتبر ۱۹۵۱) یک قهرمان پیشین دو و میدانی اهل لهستان است.
وی نمایندهٔ کشورش در بازی‌های المپیک تابستانی ۱۹۸۰ در مسکو بود که در آن مسابقات ۲۶ام شد. او در مسابقات دوی ماراتن در ورشو در سال ۱۹۸۲ میلادی به مدال طلا دست یافت.